# Hayat Sindi

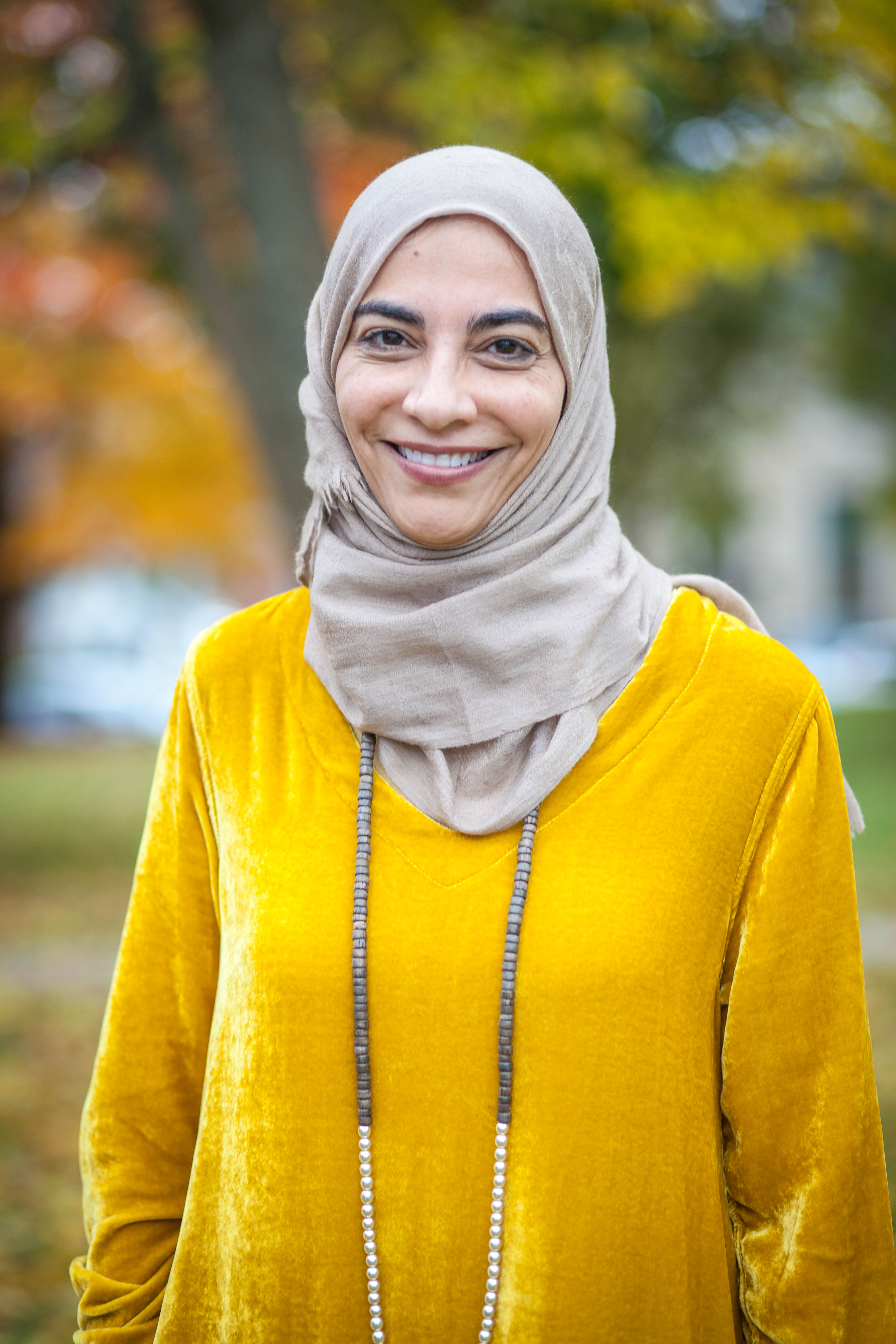
Hayat Sindi (2012)

Hayat Sindi (arabisch حياة سندي, DMG Ḥayāh Sindī; geboren am * 6. November 1967 in Mekka) ist eine saudi-arabische Pharmakologin und Expertin für Biotechnologie. Sie ist seit 2012 Goodwill-Botschafterin der UNESCO und zählte im gleichen Jahr zu den zehn einflussreichsten Frauen der arabischen Welt.

## Werdegang
Hayat Sindi ging im Alter von 14 Jahren nach England, um dort ihren Schulabschluss zu machen. Bereits im Jahr 1995 schloss sie am King’s College London ihr Studium in Pharmakologie ab. Sechs Jahre später wurde sie mit einer Arbeit über einen elektromagnetisch-akustischen Sensor am Newnham College, Cambridge in Biotechnologie promoviert.
Sindi ist als Gastwissenschaftlerin an der Harvard University tätig. Sowohl für Wissenschaft als auch für soziale Innovation erhielt sie PopTech-Stipendien. Sie ist Mitbegründerin von Diagnostics For All, das kostengünstige Diagnosewerkzeuge für die Point-of-Care-Diagnostik anbietet, die die Behandlung von Patienten außerhalb der Reichweite medizinischer Infrastrukturen möglich macht. Als Gründerin und CEO des i2 Instituts fördert Sindi junge Forschende und Erfinder. Daneben versucht sie Frauen der arabischen Welt für die Wissenschaften zu sensibilisieren.

## Auszeichnungen
Im Jahr 2010 gewann Sindi den Mekkah Al Mukaramah-Preis für wissenschaftliche Innovation, der ihr von Prinz Chalid ibn Faisal verliehen wurde. National Geographic zeichnete sie ein Jahr später als Emerging Explorer aus. Irina Bokowa ernannte Hayat Sindi am 1. Oktober 2012 zur ehrenamtlichen UNESCO-Botschafterin für Wissenschaft. Durch die „Clinton Global Initiative“ der Clinton Foundation wurde Sindi im September 2014 für Leadership in Civil Society ausgezeichnet.